# Samlingspartiet (Norge)
Samlingspartiet är ett tidigare norskt politiskt parti. Det bildades 1903 av medlemmar från Høyre och moderata krafter från Venstre. Centrala personer i och runt Samlingspartiet var bland andra Christian Michelsen, Wollert Konow och Bjørnstjerne Bjørnson.
Samlingspartiet gick 1903 till val på ett program som bland annat innehöll löften om förhandlingar med Sverige framför ensidig norsk aktion i frågan om egna norska konsulat. Samlingspartiet och Høyre fick 63 mandat vid valet 1903, mot Venstres 49. Partiet upplöstes efter unionsupplösningen 1905 och fick en efterföljare i Frisinnede Venstre.